# シェルター
シェルター（英: shelter）は、避難所。以下のように幾つかのレベルで異なる意味を含む。
- 戦略レベル（主に非戦闘員保護）では、防空壕などの核シェルターを含む避難施設。
- 戦術レベル（戦闘員保護に力点が置かれる）では、バンカー（トーチカ）など簡易の防衛拠点で、塹壕に併設される。
- サバイバルの分野では、天候などから身を守るための「雨風をしのげる場所」。
- 交通分野では、交通機関において旅客や貨物を雨風から守る施設。
- 福祉分野では、DVシェルター、ホームレス緊急一時宿泊施設など。

本項では戦略におけるシェルター、サバイバル分野におけるシェルター、交通機関におけるシェルターについて記述する。

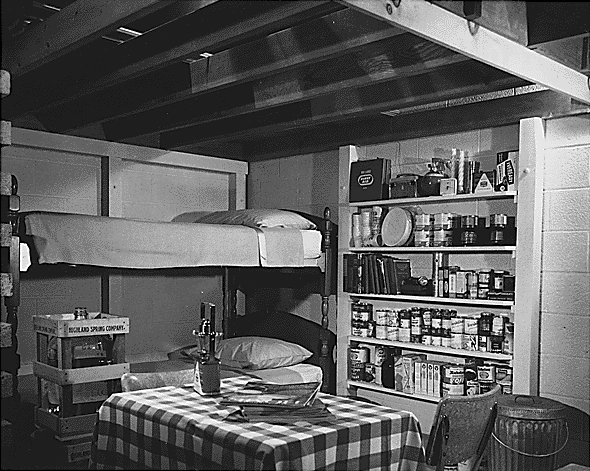
1957年にアメリカで造られた核シェルター

## 戦略上のシェルター
戦略のためのシェルターは、戦争時の各種攻撃を避けて生き延びるために人間が一時的に利用する空間である。その規模は、収容人数数千人規模のもの、会議場などの施設を備えたもの、一般家庭用の小型のものなど様々である。多くは地下に作られ、第二次世界大戦後にはNBC兵器による攻撃を意識したものが建設されるようになる。特に冷戦時には、核兵器への恐怖が高まり、核シェルターが公的にも私的にもあいついで建造された。
一般個人向けなど家族・家庭での利用を想定した小型のシェルター（特に核シェルター）も商品化されており、災害・テロ・戦争に危機感を抱く人々が自宅に設置している。
比較的安価で簡易なシェルターとしては、自宅などの一室を改造して屋内退避するものがある。これは、改造する部屋から窓を無くして（あるいは、外気を遮断可能な窓に改造して）壁材を工夫することで部屋を補強したうえ、ULPA等の濾過装置つきの換気口と外気を遮断できるドアを設置するものである。有事には密閉し、室外と室内とのつながりを、換気口の濾過装置のフィルタを介しての換気のみとするのである。酸欠防止のため、換気装置は必須である。このシェルターは、核戦争や爆撃に耐えることはできないが、BCR（生物兵器・化学兵器・放射性降下物）に対しては大いに有効である。部屋の造りが強固になることで、強盗の侵入などに対する防犯上の利点も生まれる。
比較的高価で本格的なものとしては、地下を掘削して、プレハブ式のシェルターを組み立てる・コンテナ式のシェルターを嵌め込む・現場でコンクリートを打つなどの方法で施工する。庭やガレージなどに設けたハッチか、地下室と繋がったドアをシェルターの出入り口とする。中には、厚いコンクリートの防音性能を生かした音楽室、地下の環境を生かしたワインセラーなどの機能を兼用するなど、平時にも有効利用できるよう工夫されることがある。建物を新築する際にシェルターを組み込むように施工すれば、建築費を削減できる。
なお、こういったシェルターは戦争や紛争といった脅威から身を守るだけではなく、ハリケーンや隕石衝突といった自然災害や宇宙災害から身を守るのにも有効である。このため、汎用型の家庭向けシェルターにも、核や生物・化学兵器による大気汚染より身を守る重装備のものから、半地下式で爆撃や災害のみに対応したものまで様々なタイプが見られる。

### 代表例としてアメリカ政府高官用核シェルター
- グリーンブライヤーホテル内、米国政府極秘緊急リロケーションセンター
- レイブン・ロックマウンテン・コンプレックス（英語版）(別名：underground Pentagon) - 核攻撃を耐えられるよう設計された陸海空軍の非常時指揮所

### シェルターの機能
シェルターには、防火・遮蔽・気密などの機能が求められる。攻撃によって起こった社会的混乱から、身を隠す意味も持つ。
核兵器を想定するならば、一次放射線や爆風を避けることのほか、散らばった放射性降下物や、そこから発せられる二次放射線による被曝を避けることが目的である。放射線遮蔽機能は、周囲をコンクリートで覆う・地下深いところに設置するなどでそれを実現する。出入り口には、遮蔽効果の高い金属製の厚いドアが用いられる。また、環境を汚染して人体に害を及ぼす放射性物質などを内部に入れてはならないため、気密性がもっとも重要視される。特に出入り口はゴムパッキンなどで密閉しなければならない。それでも利用者の呼吸のためには換気が必須であり、換気装置には高性能な濾過機能を持ったフィルタを取り付けて安全な空気を外部から供給する。
こういった設備を稼動させるためには電力の確保も必要だが、外部からの電力供給に頼っていては大規模な攻撃や災害の際には全く役に立たなくなる。このため、自家発電設備を備えるほか、それら発電機の燃料などの備蓄も必要である。例えばディーゼルエンジンなら、普段は家屋の暖房に使っている燃料をそのまま流用できるかもしれない。ただ最悪の場合では、これら電源用の動力源が切れた場合を想定し、空気の濾過器や外部に通じる扉などには人力で動作させられる安全装置が組み込まれる。
シェルターの中は避難生活を送れるだけの環境が必要である。核災害を想定するならば、地上にばら撒かれた化学兵器の有毒成分が分解したり放射性物質が十分に崩壊し、放射線量が安全なレベルに低下するまでの期間をシェルター内でやり過ごす必要がある。その備えとして、非常食や水、薬品など、最低限命をつなぐための物品を置いておくことがある。また、放射線防護服などいよいよ1か所に留まっていられないほど危機的な状況に備え、防護措置を備える場合もある。

### 諸外国におけるシェルターの現状
イスラエルとスイスでは、他国からの攻撃に核兵器や生物化学兵器の使用も懸念されるため、学校や病院等の公共施設に市民シェルターがあり、国民には呼吸用の防毒マスクが無料で支給されている。イスラエルでは、1992年に家にも安全基準が設けられ、メルカブ・ムガンという避難室の設置が義務付けられた。スウェーデン、フィンランド、ノルウェーにも、公共の場に市民シェルターの用意があり、有事の際には国民の大半を収容可能とされる。上記の5か国では、個人がシェルターを持つことも奨励されている。
イギリスとフランスでは、有事の際に指揮を執る政治家や政府高官のためのシェルターは完備しているものの、公共の場にシェルターはない。シェルターに入れない国民には、屋内退避が指示されることになっている。アメリカ合衆国では、冷戦時代に政府存続計画を取りまとめ、北アメリカ航空宇宙防衛司令部等の軍事施設や政府機関にはシェルターを完備している（例としてホワイトハウスの大統領危機管理センター）。冷戦時代には公共の場にも市民シェルターを用意していたが、現在ではその大半が廃れている。それでも、アメリカ戦略軍は核戦争をも想定した単一統合作戦計画を堅持し、戦略軍の実働部隊である航空戦闘軍団およびアメリカサイバー軍はアメリカ本土の護りを万全にしている。
アメリカでは、ウェストバージニア州ホワイト・サルファー・スプリングスのホテル「グリーンブライアー」の地下に連邦議会の巨大な核シェルターが存在することが明らかとなっている。アメリカの核シェルター会社であるビボス社（VIVOS社）はアメリカ軍の防空壕や弾薬庫を改造して堅固な核シェルターを販売している事で有名である。アメリカ軍の核シェルターの建設はテキサス州のライジングＳバンカーズ社（Rising S Bunkers社）が請け負っている。また、他にコロラド州やユタ州などに分譲式の核シェルター販売会社が存在する。

### 既存構造物のシェルターとしての利用
地下街・地下鉄・地下駐車場・地下通路なども、シェルターの代わりとして利用することができる。地下深く設置され、厚いコンクリートで覆われ、出入り口にシャッターが設置されているなど、シェルターに必要な要件を多く備えている施設は日本の津々浦々に多数存在する。ただし、これらは特別な改修をされていない限り、大量破壊兵器に対しては無力である（詳細は後述）。
ロンドン地下鉄は第二次大戦当時、ロンドン市内目掛けて飛んでくるV1飛行爆弾やV2ロケットによる無差別攻撃から避難した市民でごった返した。ロンドン地下鉄は駅によっては相当な深度にまで掘り抜いた駅もあり、避難所としての機能を果たすと考えられたのであるが、実際には爆撃に耐えられず、多くの犠牲者を出した（詳細はen:Balham_station#Second World Warを参照）。イアン・マキューアンの『贖罪』やその映画版『つぐない』では、この時の物語が描かれている。
ベルリンでは急速な都市化に対応するため、1874年にクロイツベルクにガス貯蔵施設が建設された。このレンガ作りのドーム建築物は市内の街灯に燃料ガスを供給していたが、電灯の普及によって1922年以降は利用されなくなった。その後1940年になって防空シェルターとして改造され、地番（フィヒテ通り）からフィヒテブンカーと呼ばれた。フィヒテブンカーは1945年の敗戦まで砲爆撃に耐え抜き、最大約3万人の避難者を収容していた。戦後は社会福祉施設や倉庫として利用されていた。2010年には最上層に分譲住居が増設され、下層部は市内防空壕見学コース（ベルリーナー・ウンターヴェルテン）の一環として見学が可能である。

## サバイバルにおけるシェルター
人間は自然環境の中で、風雨に晒されるなどの要因によって体温が極端に下がると、低体温症に陥る。また、強い日光などによって体温が極端に上がると、熱中症を引き起こす。
墜落や遭難などで文明社会から隔絶された環境では、救助を待つ間は十分な医療を受けにくい状態であるため、健康管理は十分に注意を払うべき要素である。その点で風雨や日光を防ぐ場所は体力を温存する上で重要であり、例えばアメリカ軍の歩兵が行うサバイバル訓練では、こういったシェルターの設営も重要な科目に位置付けられている。
最も装備が充実している場合で、寝袋やテントを持っているなら色々な意味で生存に有利である。これらは快適な睡眠環境を整えるための工夫が凝らされており、設置場所を間違えなければ様々な意味で快適な屋外生活が送れる。しかし、テントの設置場所を間違えてしまうと、そのメリットが薄れるどころか、逆に危険にさらされてしまう。例えば、低地や河の側に設営したために河川が氾濫した時には浸水したり流されたり、野生動物のいる環境ではこれら野生動物にテントを壊されたり寝床を奪われたり、または設置強度が低く風で飛ばされたりといった問題も発生する。
テントがない場合でも、身の回りのものを活用してシェルターを作ることは可能である。パラシュートなどで航空機から脱出した場合には、このパラシュートの有り余る布でテントを作ったり、またはパラシュートの紐（コードと呼ばれる）を使ってシェルターを作る。この場合はナイフを使って様々な工作をすることで、パラシュートからテントやシェルターのほか、食料を確保するための罠の作成方法までもが、歩兵マニュアル上などで見られる。アメリカ先住民族のラコタ族が使うティピーと呼ばれる簡易テントは、同じくらいの長さの木の棒数本の一端を束ねた骨組みに布か皮を巻きつけた円錐型テントだが、これもパラシュートを流用して作り易い。
簡便なものでは、葉の付いたままの枝を横倒しにした木に大量に立てかけて、これを簡易のシェルターとする方法もある。また、直射日光を避けるためには、単に木陰というだけでも立派なシェルターである。更に砂漠など昼間は酷暑で夜は寒冷な地帯では、地面に溝を掘ってその両端に土砂を積み上げ、布を二重にして日光と熱をさえぎると、昼間は一枚目の布で直射日光による熱が防がれ、二枚目の布で夜間の放熱が防がれるというシェルターになる。
雪山や雪原でビバークする必要が発生した時にはイグルー（押し固めた雪のブロックを使って作る、かまくらよりも堅牢なシェルター）とまで行かなくとも、雪洞（積もった雪に穴を掘って内側から壁を押し固めただけ）というシェルターを利用することもできる。ただし雪崩に遭わないよう設営場所には十分な注意が必要で、奥行きがあるシェルターの中で火を焚く際には換気にも配慮しなければならない。
なお、ゲリラ戦では一種のカモフラージュをほどこしたシェルターを配して待ち構え、敵対勢力の通過を待って罠に掛ける戦術も見られる。

## 交通機関におけるシェルター

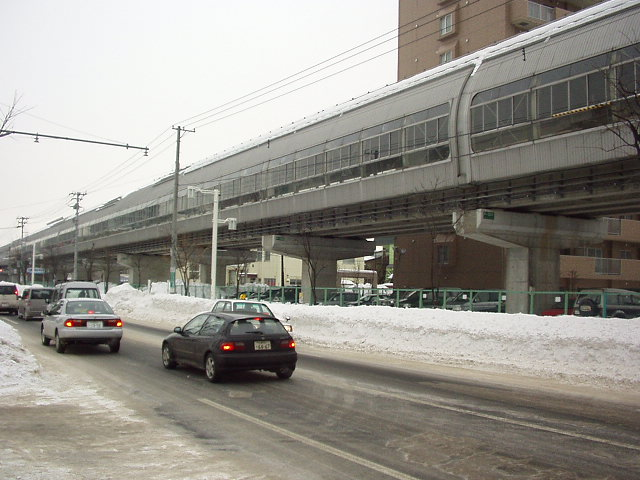
札幌市営地下鉄南北線のシェルター（澄川駅 - 自衛隊前駅間）

駅やバス停、タクシースタンドなどで、旅客や貨物を雨風から守るために設置される覆い（上屋）のことをシェルターと呼ぶことがある。ヨーロッパの大きな駅では、プラットホームと線路全体を覆う巨大なシェルターがしばしば見られ、プラットホームホールなどと呼ばれることもある。(トレイン・シェッドを参照。)
日本においては、平成12年の移動円滑化の促進に関する基本方針（交通バリアフリー法）制定後、高齢者や身体障害者等の公共交通機関を利用した移動の利便性向上のため、一定規模の駅とバス停との間における通路シェルターの整備が進んでいる。
また、線路や道路、地下道入口を雨や風、雪から防護するために設置するシェルターもある。強風が頻繁に吹く場所で防風壁を設置するのは、シェルターの一種である。また、積雪地においては、除雪の手間を省き安定した輸送を確保するために全体をシェルターで覆うことがあり、札幌市営地下鉄南北線の例が挙げられる。トンネルが連続する区間においては、トンネル微気圧波対策などの関係から間をつなぐシェルターを設置することがある。また、高速道路においては騒音防止のためにある特定の区間内に設けられており、その代表的なものが中国自動車道の青葉台シェルターや中央自動車道の烏山シェルターである。前者はトンネル式、後者は高架に設けられている。いずれも1970年代半ばに作られた。建設された背景には当時の車の台数の増加による騒音の激化や、開発反対の運動を懐柔させるためにとった苦肉の策などが挙げられる。

## その他のシェルター
- DVシェルター（「避難所」という意味合いから、いわゆる「駆け込み寺」のような緊急時に保護する施設もシェルターと呼ばれる）
  - ドメスティックバイオレンス
  - 児童虐待（手近な所では隣家が、より公的には児童相談所などがシェルターとして機能する）
  - ストーカー（付きまといに対しては、交番のほかコンビニエンスストアなどが一時待避所として利用される）
- ホームレス緊急一時宿泊施設
- 喫煙シェルター（受動喫煙を防止するため、屋外に設置される喫煙専用の建屋。）

### 災害
広義のシェルター（災害関連）
- 臨時シェルター（英語版）
- 収容避難場所
- 一時避難場所（寒波対策のウォーム・バンク（英語版））
- 広域避難場所
- 仮設住宅
- ストームセラー（英語版）